# Marguerite De La Motte
Marguerite De La Motte (22 de junio de 1902 - 10 de marzo de 1950) fue una actriz cinematográfica estadounidense, con una destacada carrera artística en el cine mudo.

## Carrera
Nacida en Duluth (Minnesota), De La Motte empezó su carrera artística estudiando ballet con Anna Pavlova. En 1919 llegó a ser la bailarina estrella en los espectáculos teatrales de Sid Grauman. En 1918, con 16 años de edad, debutó en la gran pantalla en el film romántico dirigido por Douglas Fairbanks Arizona. Ese mismo año perdió a sus padres, fallecidos en un accidente de tráfico, tras lo cual el productor cinematográfico J.L. Frothingham asumió la guarda y custodia de la actriz y de su hermana menor.
De La Motte actuó en la década de 1920 en numerosos filmes, a menudo seleccionada por Douglas Fairbanks para trabajar con él en películas de aventuras como La marca del Zorro (1920) y Los Tres Mosqueteros (1921). Gracias a ello, la actriz llegó a tener una gran amistad con Fairbanks y con su esposa, la actriz Mary Pickford. De La Motte también actuaría junto a grandes estrellas de los "Felices Años Veinte" como Bela Lugosi, Milton Sills, Conrad Nagel, Owen Moore, Lon Chaney, John Gilbert y Noah Beery
La carrera interpretativa de De La Motte se vio muy afectada a finales de los años veinte, al implantarse el cine sonoro. Aun así, siguió haciendo pequeños papeles en películas sonoras, siendo su última interpretación la que hizo en el film de 1942 Overland Mail, con Noah Beery, Noah Beery, Jr., y Lon Chaney, Jr.

## Vida personal
De La Motte se casó dos veces. Su primer marido fue el actor de cine mudo John Bowers, con el que se casó en 1924. La pareja ya estaba separada antes de que Bowers se suicidara en 1936. De La Motte se casó después con el abogado Sidney H. Rivkin, divorciándose de él tras cuatro años de matrimonio.
Tras finalizar su carrera artística, De La Motte trabajó como inspectora de una fábrica en el sur de California en el transcurso de la Segunda Guerra Mundial. Posteriormente fue a vivir a San Francisco (California), donde trabajó en la oficina de la Cruz Roja.
Marguerite De La Motte falleció en 1950 en San Francisco a causa de una trombosis cerebral. Tenía 47 años de edad. Sus restos descansan en el Cementerio Olivet Memorial Park de Colma (California). 
Por su contribución a la industria cinematográfica, a Marguerite De La Motte se le concedió una estrella en el Paseo de la Fama de Hollywood, en el 6902 de Hollywood Boulevard.

## Filmografía seleccionada
| Año  | Título                       | Papel                         | Observaciones                             |
| ---- | ---------------------------- | ----------------------------- | ----------------------------------------- |
| 1918 | Arizona                      | Lena                          |                                           |
| 1919 | A Sagebrush Hamlet           | Dora Lawrence                 | Nombre en créditos: Marguerite de LaMotte |
| 1920 | La marca del Zorro           | Lolita Pulido                 |                                           |
| 1920 | The Broken Gate              | Anne Oglesby                  |                                           |
| 1921 | The Ten Dollar Raise         | Dorothy                       |                                           |
| 1922 | Fools of Fortune             | Marion DePuyster              |                                           |
| 1923 | The Famous Mrs. Fair         | Sylvia Fair                   |                                           |
| 1924 | The Beloved Brute            | Jacinta                       |                                           |
| 1925 | Daughters Who Pay            | Sonia Borisoff/Margaret Smith |                                           |
| 1926 | Pals in Paradise             | Geraldine "Jerry" Howard      |                                           |
| 1927 | The Final Extra              | Ruth Collins                  | Nombre en créditos: Margaret DeLaMotte    |
| 1929 | La máscara de hierro         | Constance                     |                                           |
| 1930 | Shadow Ranch                 | Ruth Cameron                  |                                           |
| 1934 | A Woman's Man                | Gloria Jordan                 |                                           |
| 1941 | Reg'lar Fellers              | Mrs. Dugan                    |                                           |
| 1942 | The Man Who Returned to Life | Mrs. Hibbard                  | Sin créditos                              |